# DMDNB
DMDNB (DMNB, 2,3-dimetil-2,3-dinitrobutan) je isparljivo organsko jedinjenje koje se koristi kao detekcioni marker za eksplozive, uglavnom u Sjedinjenim Državama, gde je on virtualno jedini materijal koji se koristi za tu svrhu. Psi su veoma senzitivni na ovaj materijal i mogu da ga detektuju u koncentracijama od 0,5 ppm u vazduhu. Za istu svrhu se mogu koristiti i specijalizovani spektrometri jonske mobilnosti. Njegovo prisustvo omogućava pouzdanu detekciju eksploziva.